# District de Céret
Le district de Céret est une ancienne division territoriale française du département des Pyrénées-Orientales de 1790 à 1795.

## Subdivisions
Le district de Céret était composé en 1790 des cantons suivants :
- Canton d'Argelès
- Canton de Céret[1]
- Canton d'Arles[2]
- Canton de Collioure[3]
- Canton de Prats-de-Mollo[4]
- Canton de Thuir[5]

En 1793, le canton d'Argelès est supprimé et deux nouveaux cantons sont créés. 
- Canton de Laroque[6]
- Canton de Saint-Laurent-de-Cerdans[7]